# Euthiconus nopporoensis
Euthiconus nopporoensis is een keversoort uit de familie van de kortschildkevers (Staphylinidae). De wetenschappelijke naam van de soort werd voor het eerst geldig gepubliceerd in 2019 door Jaloszynski.